# Théo Braun
Pour les articles homonymes, voir Braun.
Ne doit pas être confondu avec Théodore Braun.
Théo Braun, né le 24 octobre 1920 à Rombas en Moselle et décédé le 2 mai 1994 à Mijas dans la province de Malaga en Espagne, est un syndicaliste, banquier et homme politique français.

## Biographie
Membre dirigeant de la CFTC, il rejoint la CFDT à la création de cette dernière en 1964.
Le 21 octobre 1961 est créée à son initiative l'Association Bas-Rhinoise d'Aide aux Personnes Âgées (Abrapa), association à but non lucratif dont l'objectif est de venir en aide aux personnes âgées du Bas-Rhin et de faciliter leur maintien à domicile dans les meilleures conditions. Théo Braun est le président de l'association de sa fondation jusqu'à son décès en 1994.
Il est conseiller municipal de Strasbourg, conseiller général du Bas-Rhin (1958-76) et dirigeant du Crédit mutuel d'Alsace (1967-1985). Il est nommé président d’une commission nationale d'études sur les problèmes des personnes âgées dépendantes, commission créée par Adrien Zeller, alors secrétaire d’État chargé de la Sécurité sociale du gouvernement Chirac.
En 1988, il succède à Edgar Faure à la présidence de l'Institut international des droits de l'homme, jusqu'en 1990. Il est ministre délégué chargé des Personnes âgées du 28 mai 1988 au 2 octobre 1990 dans le second gouvernement Rocard.

## Sources
- Notices d'autorité :   - VIAF
  - ISNI
  - BnF (données)
  - IdRef
- « La mort de Théo Braun, ouvrier, syndicaliste, banquier et ministre », article dans Le Monde du 4 mai 1994.